# Adolf Poller

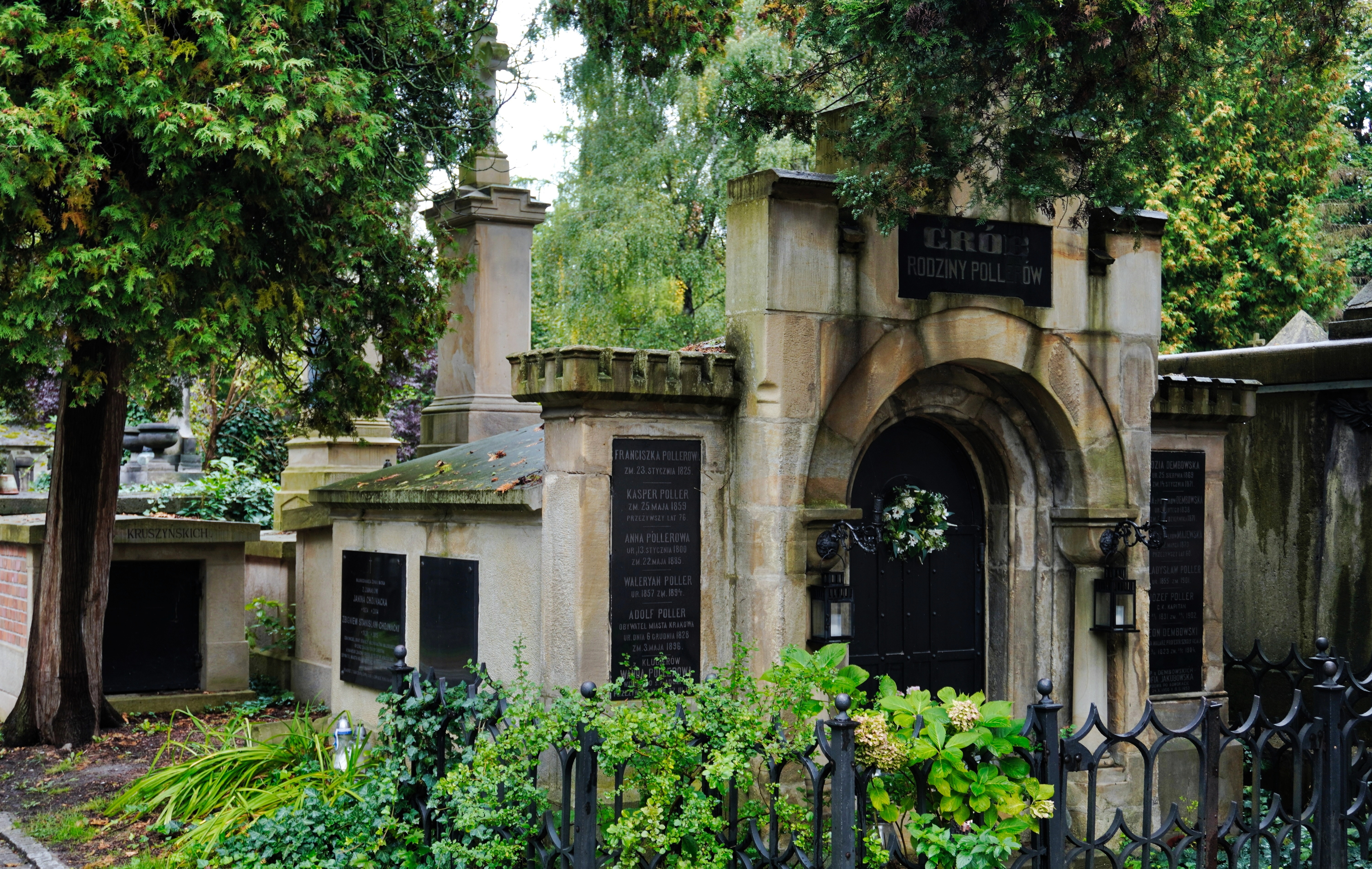
Grobowiec Pollerów na Cmentarzu Rakowickim w Krakowie

Adolf Poller (ur. 6 grudnia 1828 w Krakowie, zm. 3 maja 1896 tamże) – przedsiębiorca i radny miejski krakowski.
Adolf Poller był synem Kaspra Pollera, założyciela dzisiejszego Hotelu Pollera (ówczesnego zajazdu Pod Złotą Kotwicą). Przejął interes po ojcu i doprowadził go do rozkwitu (m.in. rozbudowując hotel o sąsiednie kamienice).
Prowadził bogatą działalność społeczną - był członkiem Towarzystwa Dobroczynności, zasiadał we władzach Towarzystwa Strzeleckiego Krakowskiego (w 1869 został królem kurkowym), sprawował funkcję radnego miejskiego, nadzorował działalność Kasy Oszczędności Miasta Krakowa.
Pochowany został na cmentarzu Rakowickim w Krakowie, w grobowcu rodzinnym, w kwaterze 6.